# Deutsche Taekwondo Union
Die Deutsche Taekwondo Union e. V. (DTU) ist der größte Taekwondo-Verband in Deutschland. Sie ist Mitglied des Deutschen Olympischen Sportbundes.

## Geschichte
Der Verband wurde im Jahr 1981 gegründet und ist der rechtliche Nachfolger der Sektion Taekwondo des Deutschen Judo-Bundes (DJB). Die Rechtsform ist der eingetragene Verein (e. V.). Der Verein mit Sitz in München ist Mitglied in der europäischen Dachorganisation World Taekwondo Europe (WTE) sowie im olympischen Weltdachverband World Taekwondo (WT).
Seitens des Deutschen Olympischen Sportbundes ist die DTU als einziger Taekwondo-Verband berechtigt, Sportler zu den Olympischen Spielen zu entsenden.
Die Deutsche Taekwondo Union bzw. ihre Vorgängerin war bereits zwei Mal Ausrichter der Weltmeisterschaften, im Jahr 1979 in Sindelfingen und 2003 in Garmisch-Partenkirchen. Nach 1978 in München und 1984 in Stuttgart wurden 2006 erneut die Europameisterschaften in Deutschland (Bonn) ausgetragen.

## Erfolgreiche Sportler auf Weltebene
Deutsche Kämpfer haben im Laufe der Jahre zahlreiche Erfolge auf Weltebene erringen können, unter anderem folgende:

### Weltmeister
- Rainer Müller, erster deutscher Weltmeister (–73 kg) 1979 in Sindelfingen, Deutschland
- Dirk Jung, erster Schwergewichts-Weltmeister 1982 in Guayaquil, Ecuador
- Michael Arndt, Weltmeister 1987 im Schwergewicht in Barcelona, Spanien
- Aziz Acharki, Weltmeister 1995 (–70 kg) in Manila, Philippinen
- Yanna Schneider, Weltmeisterin Jugend 2012 (–63 kg) in Scharm asch-Schaich, Ägypten.
- Tahir Gülec, Weltmeister 2013 (–80 kg) in Puebla, Mexiko
- Alexander Bachmann, Weltmeister 2017 (–87 kg) in Muju, Südkorea

Der erste türkische Taekwondo-Weltmeister Yilmaz Helvacioglu (–68 kg), der den Titel 1983 in Kopenhagen erringen konnte, hat in Deutschland mit dem Taekwondo begonnen. Ebenfalls für die Türkei kämpfte Servet Tazegül in Peking und Weltmeister 2011 in Gyeongju, der in Nürnberg geboren ist und dort lebt und trainiert. Tazegül wurde bei den Olympischen Spielen 2012 in London erster türkischer Olympiasieger.

### CISM-Weltmeister
- Marcus Nitschke, Militärweltmeister 1992 in Teheran (–83 kg) und 1996 in Pula (+83 kg), Zweiter 1997 in Ariccia (+83 kg) und 1998 in Fort Hood (+84 kg)
- Marco Scheiterbauer, Militärweltmeister 1997 in Ariccia (–83 kg), 2001 in Woensdrecht (+84 kg) und 2004 in Warendorf (–84 kg), Zweiter 1996 in Pula (–83 kg), 1999 in Karlovac (–84 kg) und 2002 in Fort Hood (+84 kg), Dritter 2000 in Seoul (+84 kg).
- Aziz Acharki, Militärweltmeister 2001 in Woensdrecht (–78 kg) und 2002 in Fort Hood (–78 kg), Zweiter 1996 in Pula (-70 kg) und 1999 in Karlovac (–72 kg)
- Erdal Aylanc, Militärweltmeister 2003 in Zagreb (–67 kg), Dritter 2004 in Warendorf (–67 kg)
- Leslie-Ellen Lanz, Militärweltmeisterin 2004 in Warendorf (–72 kg), Dritte 2003 in Zagreb (–72 kg)
- Daniel Manz, Militärweltmeister 2006 in Seoul (–67 kg) und 2010 in Saint-Jean-sur-Richelieu (–68 kg), Zweiter 2008 in Seoul (-67 kg)
- Helena Stanek, Militärweltmeisterin 2008 in Seoul (–67 kg) und 2010 in Saint-Jean-sur-Richelieu (–67 kg)
- Nildem Tuncat, Militärweltmeisterin 2008 in Seoul (–51 kg)
- Vanessa Körndl, Militärweltmeisterin 2024 in Mungyeong (–67 kg)

### Vize-Weltmeister
- Armando Chavero, Federgewicht (–63 kg) 1973 in Seoul, Korea
- Wolfgang Dahmen, Federgewicht (–63 kg) 1975 in Seoul, Korea
- Meinolf Lüttecken, Schwergewicht (+80 kg) 1975 in Seoul, Korea
- Richard Schulz, Mittelgewicht (–78 kg) 1979 in Sindelfingen, Deutschland
- Thomas Fabula, Federgewicht (–60 kg) 1983 in Kopenhagen, Dänemark
- Eugen Nefedow, Halbschwergewicht (–83 kg) 1979 in Sindelfingen und 1983 in Kopenhagen, Dänemark
- Dirk Jung, Schwergewicht (+83 kg) 1983 in Kopenhagen, Dänemark
- Oliver Schawe, Schwergewicht (+83 kg) 1991 in Athen, Griechenland
- Monika Sprengel, Fliegengewicht (–47 kg) 1995 in Manila, Philippinen
- Marco Scheiterbauer, Weltergewicht 1997 in Hongkong, China
- Kenan Karaca, Federgewicht (–54 kg) 1999 in St. Petersburg, Russland
- Mohamed Ebnoutalib, (–78 kg) 2003 in Garmisch-Partenkirchen, Deutschland
- Daniel Manz, Junioren (–55 kg) 2004 in Suncheon, Korea
- Helena Stanek, Juniorinnen (–63 kg) 2004 in Suncheon, Korea

### Europameister
- Eddi Klimt, Nadelgewicht (–48 kg), 1976 in Barcelona
- Josef Ascanio, Bantamgewicht (–58 kg), 1976 in Barcelona
- Christian Stryzsch, Federgewicht (–63 kg), 1976 in Barcelona
- Hubert Leuchter, Federgewicht (–63 kg), 1978 in München
- Rainer Müller, Weltergewicht (–80 kg), 1978 in München
- Reinhard Langer, dreifacher Europameister (–52 kg), 1980 in Esbjerg, 1982 in Rom, 1984 in Stuttgart
- Richard Schulz, vierfacher Europameister (–78 kg), 1978 in München, 1980 in Esbjerg, 1982 in Rom, 1984 in Stuttgart
- Dirk Jung, Schwergewicht (+83 kg), 1976 in Barcelona und 1978 in München
- Michael Arndt, Schwergewicht (+83 kg) 1980 in Esbjerg
- Thomas Fabula, Federgewicht (–60 kg) 1982 in Rom
- Karl Wohlfahrt, Leichtgewicht (–64 kg) 1982 in Rom
- Andreas Scheffler, im Mittelgewicht 1984 in Stuttgart
- Chan-Ok Choi, Nadelgewicht (–48 kg) 1986 in Seefeld in Tirol
- Musa Çiçek, zweifacher Europameister 1990 und 1992 im Federgewicht (–64 kg)
- Markus Woznicki, (–80 kg) 1988 in Ankara
- Oliver Schawe, Schwergewicht (+83 kg) 1992 in Valencia
- Sonny Jung (geb. Seidel), Damen Weltergewicht (–65 kg) 1992 in Valencia
- Fadime Helvacioglu, Damen (–49 kg) 1996 in Helsinki
- Erol Denk, Europameister im Mittelgewicht (–64 kg) 2000 in Patras
- Aziz Acharki, zweifacher Europameister im Mittelgewicht (–72 kg) 1996 in Helsinki und 2000 in Patras
- Aydin Kaya, Europameister im Mittelgewicht (–72 kg) 1997 in Hannover
- Faissal Ebnoutalib Europameister im Schwergewicht (+80 kg) 2000 in Patras
- Levent Tuncat, dreifacher Europameister Senioren (–54 kg) 2005 in Riga, (–58 kg) 2006 in Bonn und (–62 kg) 2008 in Rom
- Pınar Budak, Damen (–59 kg) 2006 in Bonn
- Sümeyye Manz (geb. Gülec), Damen (–47 kg) 2008 in Rom
- Helena Stanek, Damen (–67 kg) 2008 in Rom
- Kosta Konstantinidis, Herren (–63 kg) 2010 in Sankt Petersburg
- Enis Calik, Junioren (–59 kg) 2023 in Tallinn, Kadetten (–41 kg) 2020 in Sarajevo
- Lorena Brandl, Damen (+73 kg) 2024 in Belgrad

### U21-Europameister
- Madeline Folgmann (–53 kg), 2017 in Sofia

### U21-Vize-Europameister
- Ela Aydin (–53 kg), 2017 in Sofia
- Sümeyye Manz  (geb. Gülec) (–49 kg), 2010 in Charkiw, Ukraine
- Supharada Kisskalt (–49 kg), 2022 in Tirana

### Olympische Spiele
Bei den ersten olympischen Demonstrationswettbewerben im Taekwondo 1988 in Seoul (Korea) errangen zwei Sportler und zwei Sportlerinnen der DTU jeweils eine Bronze-Medaille: der Europameister von 1988 und spätere DTU-Bundestrainer Markus Woznicki (NWTU), der Weltmeister von 1987 Michael Arndt (NWTU), die spätere Europameisterin von 1992 Sonny Jung (geb. Seidel) (HTU) sowie Ute Güster aus Düren im Schwergewicht. Reinhard Langer von der BTU belegte einen 4. Platz.
Bei den Olympischen Spielen 2000 in Sydney gewann Faissal Ebnoutalib für Deutschland erstmals eine olympische Silbermedaille in der Gewichtsklasse –80 kg der Herren. Aziz Acharki belegte nach guten Vorkämpfen den 5. Platz im Federgewicht (-68 kg) und unterlag nur knapp Steven Lopez, dem späteren Doppel-Olympiasieger (2000 und 2004) und inzwischen fünffachen Weltmeister aus USA.
Bei den Sommerspielen 2004 in Athen verpasste das Deutsche Taekwondoteam, unter anderem mit dem zweifachen Weltmeister Erdal Aylanc aus Nordrhein-Westfalen, die Qualifikation nur knapp.
Der dreifache Europameister Levent Tuncat qualifizierte sich bereits im Jahr 2007 beim Weltqualifikationsturnier in Manchester für die Olympischen Spiele 2008 in Peking in der Gewichtsklasse bis 58 kg. Die beiden Athletinnen Pınar Budak (NWTU) und Sümeyye Gülec errangen jeweils eine Bronzemedaille im Januar 2008 in Istanbul. Zusammen mit Daniel Manz waren somit vier Deutsche TKD-Sportler in Peking vertreten. Auf Vorschlag der DTU gab am 15. Juli 2008 der Deutsche Olympische Sportbund die Teilnahme von Helena Stanek an den Olympischen Spielen bekannt. Daniel Manz errang einen fünften Platz in seiner Gewichtsklasse, die anderen Kämpfer schieden bereits in den Vorkämpfen aus.
Im Jahr 2012 gewann Helena Stanek bei den Olympischen Spielen in London eine Bronzemedaille in der Gewichtsklasse bis 67 Kilogramm. Lorena Brandl erreichte bei den Spielen in Paris 2024 einen fünften Platz im Schwergewicht.

## Landesverbände
Heute trainieren über 55.000 Aktive in der DTU, wobei im größten Landesverband der Nordrhein-Westfälischen Taekwondo Union (NWTU) etwa 12.800 Sportler in 209 Vereinen aktiv sind. Folgende 18 Landesverbände sind Mitglied der DTU:
| Landesverband                                   | Abkürzung | Bundesland             |
| ----------------------------------------------- | --------- | ---------------------- |
| Berliner Taekwondo Verband                      | BTV       | Berlin                 |
| Bayerische Taekwondo Union                      | BTU       | Bayern                 |
| Hamburgische Taekwondo Union                    | TUH       | Hamburg                |
| Hessische Taekwondo Union                       | HTU       | Hessen                 |
| Nordrhein-Westfälische Taekwondo Union          | NWTU      | Nordrhein-Westfalen    |
| Taekwondo Union NRW                             | TUNRW     | Nordrhein-Westfalen    |
| Niedersächsische Taekwondo Union                | NTU       | Niedersachsen          |
| Taekwondo Landesverband Bremen                  | TLVB      | Bremen                 |
| Taekwondo Union Thüringen                       | TUT       | Thüringen              |
| Taekwondo Union Saar                            | T.U.Saar  | Saarland               |
| Taekwondo Union Sachsen-Anhalt                  | TUSA      | Sachsen-Anhalt         |
| Taekwondo Union Sachsen                         | TUS       | Sachsen                |
| Taekwondo Union Südwest                         | TUSW      |                        |
| Taekwondo Union Rheinland-Pfalz                 | TURP      | Rheinland-Pfalz        |
| Taekwondo Union Mecklenburg-Vorpommern          | TUMV      | Mecklenburg-Vorpommern |
| Taekwondo Union Baden-Württemberg               | TUBW      | Baden-Württemberg      |
| Taekwondo Verband Schleswig-Holstein            | TVSH      | Schleswig-Holstein     |
| Taekwondo Verband der Länder Berlin/Brandenburg | TVBB      | Berlin, Brandenburg    |

## Taekwondo Bundesliga
Von 2003 bis 2005 wurde eine Bundesliga im olympischen Wettkampfmodus durchgeführt, in welcher der Deutsche Mannschaftsmeister ermittelt wurde. Ziel war es, den Vollkontakt-Freikampf (olympische Disziplin) publikumswirksam einem breiteren Zuschauerkreis auf regionaler Ebene näher zu bringen. Da sich aus organisatorischen und finanziellen Gründen im dritten und vierten Jahr zu wenige Vereine anmeldeten, wurden ab der Saison 2005/2006 keine Ligakämpfe mehr ausgetragen, obwohl das Projekt Taekwondo-Bundesliga nie offiziell eingestellt wurde.